# 円盤餃子
円盤餃子（えんばんぎょうざ）は福島県福島市のご当地餃子。フライパン1枚に敷き詰めて焼くことで丸い円盤型になった焼き餃子である。
なお、「円盤餃子」は福島市観光コンベンション協会の登録商標となっている。

## 概要
第二次世界大戦後、満州から福島市に引き上げてきた人々が試行錯誤を繰り返して作り上げた「ふくしま餃子」と呼ばれるご当地餃子があり、円盤餃子と呼ばれる。
多くの餃子を一度に焼くためにフライパンの形に合わせて餃子を並べ、焼き上がったらフライパンをひっくり返して皿に餃子を乗せるので、餃子が円盤型に並んでいるのが特徴である。
2024年3月に文化庁の100年フード「未来の100年フード部門」に認定された。

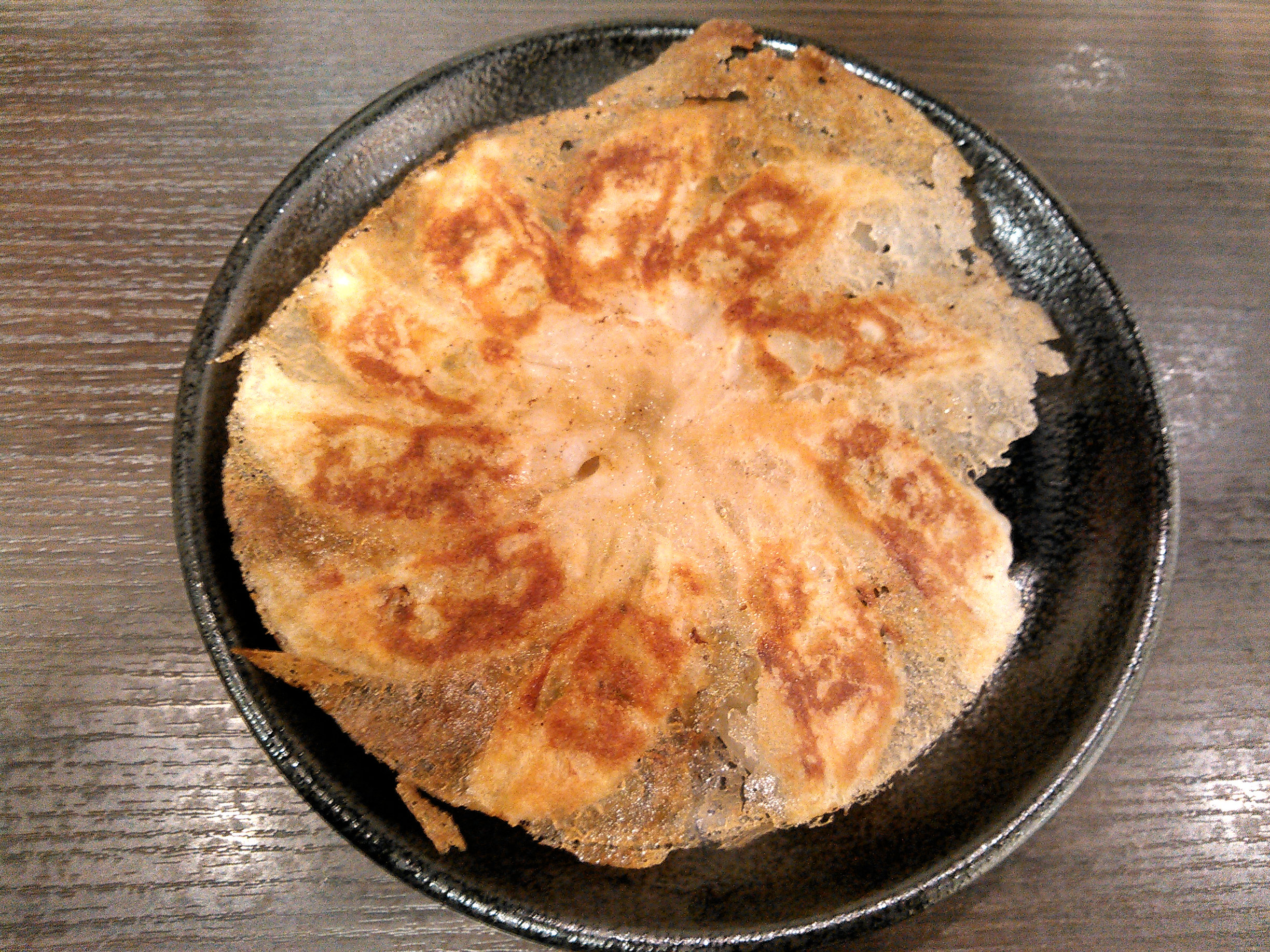
円盤餃子（小サイズ）

## 歴史
満州からの引き揚げ者の一人である菅野かつゑは、生計のため屋台で居酒屋を営み、満州で学んだ水餃子をフライパン1枚で再現したことから円盤餃子が始まった。菅野が作り方を教えることで広まり、店によってストレートや円盤型などさまざまな並べ方で餃子を作るようになった。後に菅野は「元祖円盤餃子 満腹」を創業する。
円盤餃子を福島市の名物として定着させようと2003年3月に「ふくしま餃子の会」が創設される。2023年までには加盟店舗は14店舗となっており、店頭に掲げた「黄色いのぼり」を掲げて営業している。野菜たっぷり、エゴマ豚肉を使用、ショウガを効かせた餡など、各店舗で工夫をこらした餃子を提供している。